# Beatrice Parrocchiale
Beatrice Parrocchiale, född 26 december 1995, är en italiensk volleybollspelare (libero).
Hon har på klubbnivå spelat för Gruppo Sportivo Oratorio Pallavolo Femminile Villa Cortese (2012–2013), Azzurra Volley San Casciano (2013–2019), Unione Sportiva Pro Victoria Pallavolo Monza (2019–2023) och Pallavolo Scandicci Savino Del Bene (2023–). Hon har också spelat med landslaget och var med i laget som vann EM 2021.